# Романов, Александр Владимирович
Алекса́ндр Влади́мирович Рома́нов (род. 18 августа 1980, Воскресенск) — российский хоккеист, нападающий, Тренер Академии ХК «Спартак».

## Карьера
Начал карьеру в 1997 году в составе родного «Химика», где выступал до 2004 года за исключением периода в сезонах 2002/03 и 2003/04, когда он был игроком лениногорского «Нефтяника», а также тверского ТХК. В середине сезона 2004/05 перешёл в подмосковный ХК МВД, Проведя 5 матчей, вернулся в Лениногорск, где и завершил сезон.
Перед началом сезона 2005/06 Романов подписал контракт с нижегородским «Торпедо», в следующее межсезонье вновь стал игроком «Химика», где вскоре стал капитаном клуба. В 2008 году Александр внёс значительный вклад в завоевание воскресенцами права участвовать в дебютном сезоне КХЛ, набрав 45 (25+20) очков в 60 матчах. После первого сезона в новой лиге, в котором «Химик» занял последнее место, у клуба начались финансовые проблемы, из-за которых он был вынужден отказаться от участия в лиге.
Сразу после этого Романов заключил соглашение с чеховским «Витязем». 6 января 2011 года в матче против череповецкой «Северстали» Романов набрал 4 (1+3) очка и установил клубный рекорд «Витязя» по количеству набранных очков в одной игре.

### Сборная
В составе сборной России Александр Романов принимал участие в юниорском чемпионате Европы 1998 года, на котором он вместе с командой стал бронзовым призёром, в 6 матчах набрав 1 (0+1) очко.

## Статистика
| Легенда | Легенда                    | Легенда | Легенда                   | Легенда | Легенда    |
| ------- | -------------------------- | ------- | ------------------------- | ------- | ---------- |
| И       | Количество проведённых игр | Штр     | Штрафное время            | +/−     | Плюс-минус |
| Г       | Голы                       | П       | Голевые передачи          | О       | Очки       |
| -       | Статистика неизвестна      | —       | Статистика не учитывалась |         |            |

### Клубная карьера
- a В «Регулярном сезоне» учитывается статистика игрока совместно с Переходным турниром.

## Достижения

### Командные
Россия
| Год  | Команда           | Достижение                    | Достижение |
| ---- | ----------------- | ----------------------------- | ---------- |
| 2007 | Химик Воскресенск | Серебряный призёр Высшей лиги |            |
| 2008 | Химик Воскресенск | Обладатель «Братины»          |            |

Международные
| Год  | Команда         | Достижение                                    | Достижение |
| ---- | --------------- | --------------------------------------------- | ---------- |
| 1998 | Россия (юниор.) | Бронзовый призёр юниорского чемпионата Европы |            |